# بوسدورف
بوسدورف (بالدنماركية: Bustrup)‏ هي بلدية في منطقة شليسفيغ فلنسبورغ، في شليسفيغ هولشتاين بألمانيا.